# Marc Atili Règul (cònsol 267 i 256 aC)
Marc Atili Règul (en llatí: Marcus Atilius M. f. L. n. Regulus) va ser un magistrat romà i cònsol de la república dues vegades. Es va distingir com a militar i va ser recompensat amb un triomf, però és més famós pel seu captiveri a Cartago, on va morir.
Va esdevenir un símbol dels capricis de la Fortuna per passar ràpidament de vencedor a vençut i un representant de la virtus romana, pel seu respecte absolut a la paraula donada, divinitzada en la Fides populi romani.

## Família
Atili Règul, era fill del cònsol del mateix nom Marc Atili Règul (cònsol 294 aC), procedia d'una antiga família de la Campània. Formava part de la gens Atília. Es va casar amb una dona anomenada Màrcia, de qui es deia que va torturar fins a la mort a diversos presoners cartaginesos quan va tenir notícia de la defunció del seu marit. Va tenir almenys dos fills i una filla, els dos fills van ser cònsols: Marc l'any 227 aC i Gai el 225 aC (mort en batalla contra els gals).
Un germà o cosí, Gai Atili Règul Serrà, també va ser cònsol el 257 aC i el 250 aC.
Les terres familiars eren portades modestament per un sol capatàs. Per haver-se dedicat a l'exèrcit les terres van quedar improductives i el senat va ordenar una pensió perquè la seva família es pogués alimentar.

## Carrera política i militar
Va ser elegit cònsol l'any 267 aC amb Luci Juli Libó i va derrotar els sal·lentins als que va conquerir la ciutat de Brundusium, cosa per la qual va obtenir els honors del triomf. Onze anys després, el 256 aC va ser altre cop cònsol amb Luci Manli Vulsó Llong, com a suplent de Quint Cedici que havia mort al poc d'iniciar el període.
Aquest any es va decidir envair Àfrica i els dos cònsols van ser enviats amb 330 vaixells des d'Ecnomos a Sicília, però els cartaginesos els estaven esperant a Heraclea Minoa sota la direcció d'Amílcar i Hannó. En la batalla que va seguir, els romans van sortir victoriosos perdent només 24 vaixells mentre els cartaginesos en van perdre 30 enfonsats i 64 capturats. Els cartaginesos que es van salvar es van dirigir llavors a Cartago per defensar la seva capital, però els romans van desembarcar a Clipea on van establir el seu camp i des d'on van devastar territori cartaginès.
En acostar-se l'hivern el cònsol Manli va tornar a Roma amb la meitat de les forces i Règul va restar a Àfrica amb l'altra meitat, i per la incompetència dels generals cartaginesos va poder fer incursions devastadores. Els generals púnics Àsdrubal, Bostar i Amílcar, que disposaven de superioritat de cavalleria i elefants es van fer forts a les muntanyes on les seves forces no eren operatives plenament i van ser atacats per Règul i derrotats amb grans pèrdues (15.000 homes, 5.000 presoners, 8 elefants). La resta dels cartaginesos es va retirar darrere les muralles de Cartago i Règul va saquejar el país sense oposició, ocupant nombroses ciutats incloent Tunis. Els númides es van revoltar i van completar les destruccions.
Els cartaginesos van demanar la pau, però Règul els va oferir unes condicions inacceptables: la desocupació de Sicília i Sardenya, el pagament de les despeses de la guerra, un tribut anual, el lliurament dels presoners sense rescat, la prohibició de fer la pau i la guerra sense el permís del Senat romà, l'obligació d'ajudar Roma quan aquesta ho demanés, posseir un nombre limitat de vaixells de guerra marcat per Roma. Rebutjades aquestes condicions la guerra va seguir. Un mercenari dels cartaginesos, de nom Xantip que era espartà, va assenyalar que les seves derrotes eren degudes a la mala direcció de la guerra. Les seves explicacions van convèncer les autoritats i el poble, i va ser posat al capdavant de l'exèrcit cartaginès. Xantip va actuar bé, i es va enfrontar a l'enemic amb la cavalleria (4.000 homes) i els elefants (uns 100) en camp obert. Tot i que les seves forces eren inferiors a les dels romans, els va derrotar amb gran mortaldat. Van morir trenta mil romans, i només dos mil van arribar a Clipea. Règul va ser fet presoner junt amb 500 oficials i soldats (255 aC).
Durant 5 anys va estar captiu, fins que els cartaginesos, derrotats completament per Metel, van sol·licitar la pau i el canvi de presoners. Va acompanyar els ambaixadors cartaginesos, sota paraula d'honor de tornar si la proposta de pau no era acceptada, pensant que Règul, per obtenir la seva llibertat, convenceria el senat a fer la pau a canvi dels presoners. Al contrari, Règul no va voler donar la seva opinió al·legant que ja no era membre del senat, i quan va ser restablert com a senador, va convèncer el senat de no fer la pau ni intercanviar presoners. Va revelar al senat que havia estat enverinat a poc a poc pels cartaginesos i que igualment moriria. El senat va refusar l'acord i Règul va refusar els oferiments de restar a Roma i va tornar a Cartago on només arribar va ser suposadament torturat i executat. El senat romà va entregar dos nobles cartaginesos presoners, Amílcar i Bostar, a la família de Règul, amb llicència per turmentar-los i matar-los, però sembla que tota la part final de la història sobre Règul i els presoners cartaginesos no va passar en realitat i que era una invenció per justificar el tractament degradant fet per familiars de Règul als presoners púnics a càrrec seu.

## En la posteritat

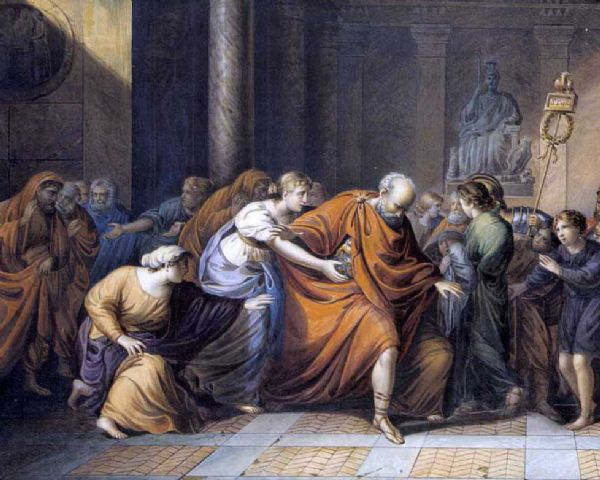
Règul marxa a Cartago i és aturat pels seus parents, tremp d'ou de Michel Ghislain Stapleaux, 1832

En la posteritat Atili Règul va esdevenir un heroi i un representant de les virtuts d'un home romà. Molts van ser els autors, fins i tot cristians, que van filosofar sobre la seva actitud i la història de la seva vida: Tertulià,Cebrià de Cartago,Agustí d'Hipona
En segles posteriors la seva història va ser portada al teatre per diversos dramaturgs: el francès Claude-Joseph Dorat va escriure una tragèdia en tres actes titulada Regulus, representada per primera vegada el 1773. L'austríac Heinrich Joseph von Collin va fer el 1802 una tragèdia en cinc actes amb el mateix títol. Agostino Peruzzi va adaptar a l'italià el 1806 la mateixa obra. El 1822, el dramaturg francès Lucien Arnault va obtenir un gran èxit pel seu Regulus.
També ha estat tema d'inspiració per alguns pintors de renom:
- Cornelis Cels, Règul tornant a Cartago, 1791, pintura a l'oli, Museu de l'Ermitage
- Charles Thévenin, Règul torna a Cartago, premiat al concurs de pintura de Roma del 1791, École nationale supérieure des beaux-arts, París.
- Jacques Augustin Catherine Pajou, El comiat de Règul, 1793, París, museu del Louvre.
- Mathieu-Ignace Van Brée, Règul tornant a Cartago, Brussel·les, Musées Royaux des Beaux-Arts de Belgique.
- William Turner va triar el tema del patiment al sol en terres africanes, 1828.

Els compositors d'òpera van posar música a la seva tràgica vida:
- Atilio Régulo, òpera de Giovanni Maria Pagliardi (1693), llibret de Matteo Noris.
- Atilio Régulo, òpera de Carlo Ignazio Monza (1777).
- Atilio Regolo, òpera de Johann Adolph Hasse (1750), llibret de Pietro Metastasio.
- Atilio Regolo, òpera de Niccolò Jommelli (1753), llibret de Pietro Metastasio..
- Atilio Regolo, òpera de Domenico Cimarosa (1796), llibret de Pietro Metastasio.
- Atilio Regolo in África, òpera de Pietro Paolo Laurenti (1701).
- Marco Atilio Regolo, òpera de Giacomo Rampini (1713).
- Marco Atilio Regolo, òpera d'Alessandro Scarlatti (1719).